# Кауфман, Кристина
Кристина Кауфман (нем. Christine Kaufmann; 11 января 1945[…], Ленгдорф, Верхняя Бавария, Германия — 28 марта 2017[…], Мюнхен, Бавария, Германия) — австро-немецкая актриса.

## Биография
Кауфман родилась в Ленгдорфе, Австрия, которая в то время была в составе нацистской Германии. Её мать, Женевьева Кауфман (урождённая Живер, 1919—2000), была француженкой; её отец, Йоханнес Кауфман, был офицером Люфтваффе. Кауфман также имела черкесские корни.
Выросла в Мюнхене, где стала балериной в Мюнхенской опере. Актёрскую карьеру в кино начала в 1952 году в возрасте семи лет, но привлекла внимание публики спустя два года ролью в картине «Роза-Ресли». Она получила международное признание благодаря фильмам «Последние дни Помпеи» (1959) и «Город без жалости» (1961), роль в котором принесла ей премию «Золотой глобус» как лучшей начинающей актрисе.
В 1963 году Кауфман вышла замуж за Тони Кёртиса, американского актёра, которого она встретила во время съёмок «Тараса Бульбы» (1962). У них были две дочери, Александра (род. 19 июля 1964) и Аллегра (род. 11 июля 1966). Пара рассталась в 1968 году, после чего Кауфман возобновила свою карьеру, которую она прервала во время брака. Кауфман была замужем ещё три раза: за телевизионным режиссёром Ахимом Ленцом (1974—1976), музыкантом и актёром Рено Экштейном (1979—1982) и иллюстратором Клаусом Зейем (1997—2011). На немецком телевидении Кауфман призналась, что также имела отношения с Уорреном Битти.
Помимо актёрской карьеры, Кауфман показала себя в качестве успешного бизнесмена, создав свою линию косметических продуктов, популярных в Германии. Она написала несколько книг о красоте и здоровье, а также две автобиографии. В немецких СМИ журналисты часто называли Кауфман «самой красивой бабушкой Германии».
Актриса умерла 28 марта 2017 года в Мюнхене от лейкемии в возрасте 72 лет. Похоронена в Верноне на севере Франции рядом с матерью.

## Фильмография
| Год  |   | Русское название            | Оригинальное название                        | Роль                |
| ---- | - | --------------------------- | -------------------------------------------- | ------------------- |
| 1958 | ф | Девушки в униформе          | Mädchen in Uniform                           | Миа                 |
| 1959 | ф | Последние дни Помпеи        | Gli ultimi giorni di Pompei                  | Элена               |
| 1961 | ф | Город без жалости           | Town Without Pity                            | Карин Штайнхоф      |
| 1961 | ф | Константин Великий          | Costantino il grande                         | Ливия               |
| 1962 | ф | Тарас Бульба                | Taras Bulba                                  | Наталья Дуброва     |
| 1973 | с | Мир на проводе              | World on a Wire                              | гостья на вечеринке |
| 1979 | с | Граф Монте-Кристо           | Le comte de Monte-Cristo                     | Эрмина Данглар      |
| 1980 | ф | Эгон Шиле — Скандал         | Egon Schiele - Exzesse                       | Эдит Хармс          |
| 1981 | ф | Лили Марлен                 | Lili Marleen                                 | Мириам              |
| 1981 | ф | Лола                        | Lola                                         | Сюзи                |
| 1981 | ф | День идиотов                | Tag der Idioten                              | Рут                 |
| 1983 | ф | Ревущие пятидесятые         | Die wilden Fünfziger                         | Наташа              |
| 1987 | ф | Кафе «Багдад»               | Out of Rosenheim                             | Дэбби               |
| 1989 | ф | Трудно быть богом           | Es ist nicht leicht ein Gott zu sein         | дона Окана          |
| 1995 | ф | Тайна гробницы              | Die Knickerbocker-Bande: Das sprechende Grab | Энни Крамер         |
| 1998 | ф | Война соседей               | Caipiranha - Vorsicht, bissiger Nachbar!     | Карин Волтерс       |
| 2011 | ф | Иди к чёрту                 | Fahr zur Hölle                               | Лилит               |
| 2014 | ф | Том Сойер и Гекльберри Финн | Tom Sawyer & Huckleberry Finn                | тётя Полли          |

## Награды
- Золотой глобус 1962 — «Лучший дебют актрисы» («Город без жалости»)